# Francesco Quagliariello
Francesco Quagliariello (28 giugno 1855 – ...) è stato un politico e avvocato italiano.

## Biografia
Nato nel 1855 da Matteo, magazziniere, e da Rosa Di Costanzo, conseguì la laurea in giurisprudenza ed esercitò la professione di avvocato a Salerno.
Fu eletto sindaco di Salerno il 3 novembre 1910 con ventitré voti su quaranta consiglieri. Rieletto il 19 ottobre 1912 dopo una crisi interna alla maggioranza sulle scelte urbanistiche della giunta, venne riconfermato anche nel luglio 1914, restando in carica fino alle dimissioni del giugno 1920, quando è sostituito dal prosindaco Matteo Rossi.
Nel 1924 divenne presidente dell'Assemblea fascista del direttorio di Salerno.